# بخش پاریس (شهرستان استارک، اوهایو)
بخش پاریس (به انگلیسی: Paris Township) یک منطقهٔ مسکونی در ایالات متحده آمریکا است که در شهرستان استارک، اوهایو واقع شده‌است.
 بخش پاریس ۸۷٫۴ کیلومتر مربع مساحت و ۵٬۹۶۹ نفر جمعیت دارد و ۲۸۶ متر بالاتر از سطح دریا واقع شده‌است.